# Светлый Луч (Самарская область)
Све́тлый Луч — посёлок в Красноярском районе Самарской области. Входит в состав сельского поселения Коммунарский.

## География
Посёлок находится на левом берегу реки Кондурча, на расстоянии примерно 22 км (по прямой) к северо-западу от села Красный Яр, административного центра района.

### Часовой пояс
Посёлок Светлый Луч, как и вся Самарская область, находится в часовой зоне МСК+1. Смещение применяемого времени относительно UTC составляет +4:00.

## Население
| 2010 |
| ---- |
| 19   |

### Национальный состав
Согласно результатам переписи 2002 года, в национальной структуре населения русские составляли 50 % из 14 чел., таджики — 43 %.